# 博奇卡
博奇卡（西班牙語：Bochica），是位於哥倫比亞東部的穆伊斯卡人傳統的神祇之一。

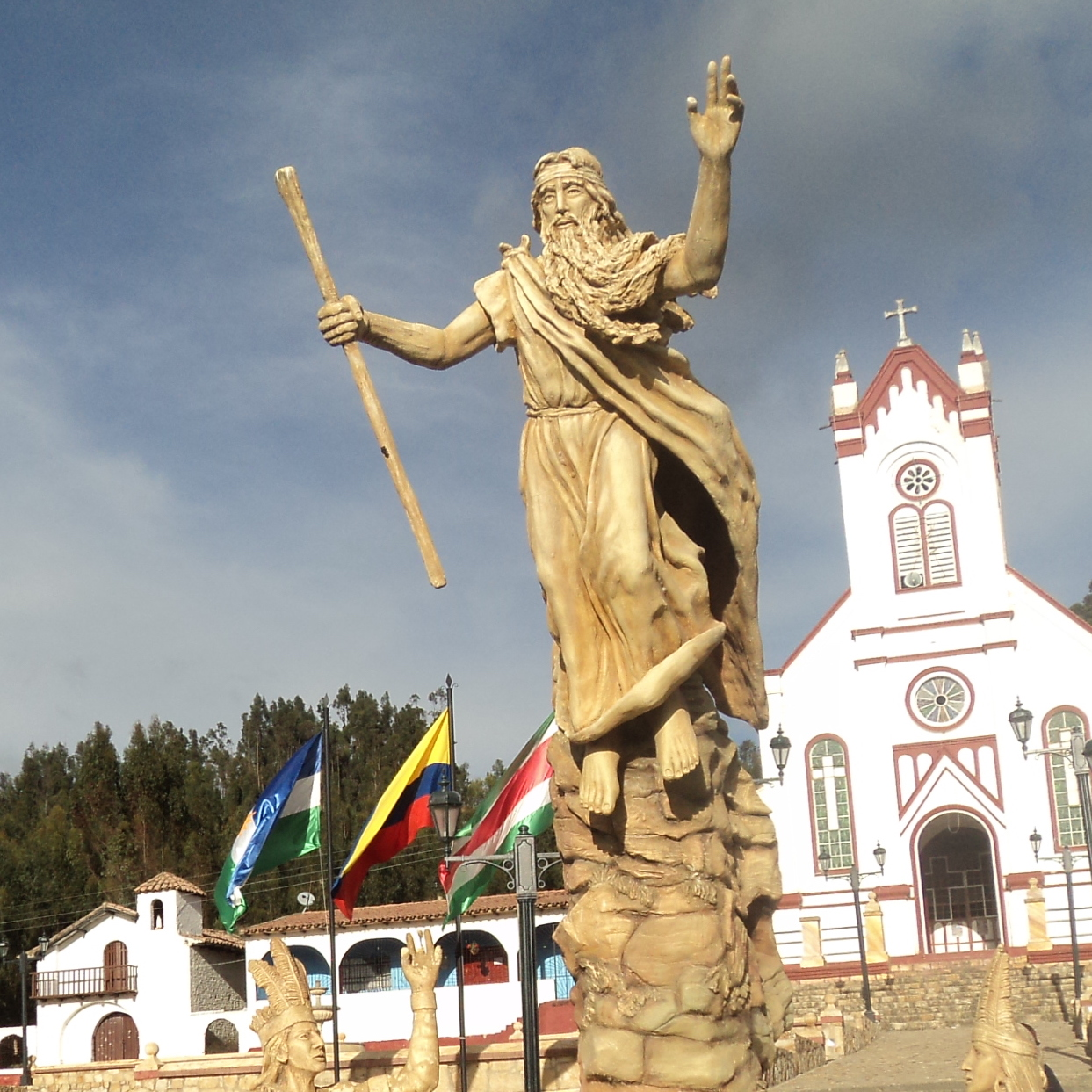
博奇卡的雕像

## 象徵
老者是博奇卡的形象，通常有一把又白又長的大鬍子，許多中南美洲的神祇都有此一象徵，博奇卡是為穆伊斯卡人帶來文明的神，教導他們道德與倫理，還有農業與手工藝，同時也是掌管教育的神，更為穆伊斯卡人帶來政教分離的觀念，建置了他們的政治制度，被視為穆伊斯卡人的文明創始者。

## 神話
在一則廣泛流傳的神話中提到，人們在從博奇卡那裡學會手工藝與農業後，一名叫烏伊達卡（huitaca）的壞心眼美女扇動人們尋歡作樂，漠視博奇卡的教導，而且變本加厲的鼓動穆伊斯卡族工匠和商人的守護神奇布查庫姆（chibchacum）引發洪水淹沒大地，博奇卡於是在彩虹上用金色魔杖在岩石上劈出了特肯達瑪瀑布（Salto del Tequendama），讓洪水從瀑布排出，這也是特肯達馬瀑布的由來。，而博奇卡為了懲罰兩個作亂的神，將烏伊達卡變成貓頭鷹，守護著天空，將奇布查庫姆變成大地，從此不得不用肩膀支撐世界。

## 爭議
許多學者將有白鬍子象徵的博奇卡，引申、濫用為西方勢力影響中南美洲文化的象徵，這樣的解讀助長了殖民主義，因為博奇卡是帶來文明的神，若祂帶有西方象徵，這是暗指西方人帶給印地安人文明的證據，但在阿茲特克的史詩中，有一篇關於羽神神面具的描述提到，他們的鬍子是由白羽毛變成的，由此可知白鬍子是南美洲印地安文化固有的元素，並非受到西方文化的影響。

### 书目
- 蕭遠芬輯，張立卉著，《哥倫比亞史：黃金國傳說》，臺北，三民書局股份有限公司，2012。
- Herrmann, Paul, and Michael Bullock. 1954. Conquest by Man, 1-186. Harper & Brothers.
- Ocampo López, Javier. 2013. Mitos y leyendas indígenas de Colombia — Indigenous myths and legends of Colombia, 1-219. Plaza & Janes Editores Colombia S.A..
- Silverberg, Robert. 1996 (1967). The Golden Dream: Seekers of El Dorado, 98–99. Ohio University Press.